# 1980 en jeu
Chronologie du jeu
- 1976
- 1977
- 1978
- 1979
- 1980
- 1981
- 1982
- 1983
- 1984

Cet article présente les faits marquants de l'année 1980 concernant le jeu.

## Évènements

### Compétitions
- 27 octobre : l’Américain Jonathan Cerf remporte le IVe championnat du monde d’Othello à Londres.

## Économie du jeu
- Avril : sortie du n°1 du journal Casus Belli (Fédération française des jeux de simulation stratégique et tactique), consacré aux jeux de simulation : jeux de rôle et aux jeux de guerre.

## Sorties
- Arms Law et Claw Law, Iron Crown Enterprises : premiers ouvrage de Rolemaster
- Basic Role-Playing, Steve Perrin et Lynn Willis, Chaosium : premier jeu de rôle générique
- Car Wars, Chad Irby et Steve Jackson, Steve Jackson Games